# Rodriguesral
De Rodriguesral (Erythromachus leguati) is een uitgestorven vogel uit de familie van de rallen, koeten en waterhoentjes (Rallidae).

## Ontdekkingsgeschiedenis, verspreiding en leefgebied
Deze soort was endemisch op het eiland Rodrigues, een eiland van de Mascarenen, behorend bij Mauritius. De Franse hugenoot François Leguat die in 1691 op het eiland gestrand was, meldde de aanwezigheid van gelinottes. In 1726 vermeldde Julien Tafforet de vogel nog. Kort daarop zal de kleine populatie door jacht en de introductie rond 1750 van katten om ratten te bestrijden zijn uitgeroeid. Beide Fransen meldden dat de soort smakeijk was en eenvoudig te vangen. In 1761 waren de meeste endemische vogels van Rodrigues verdwenen.

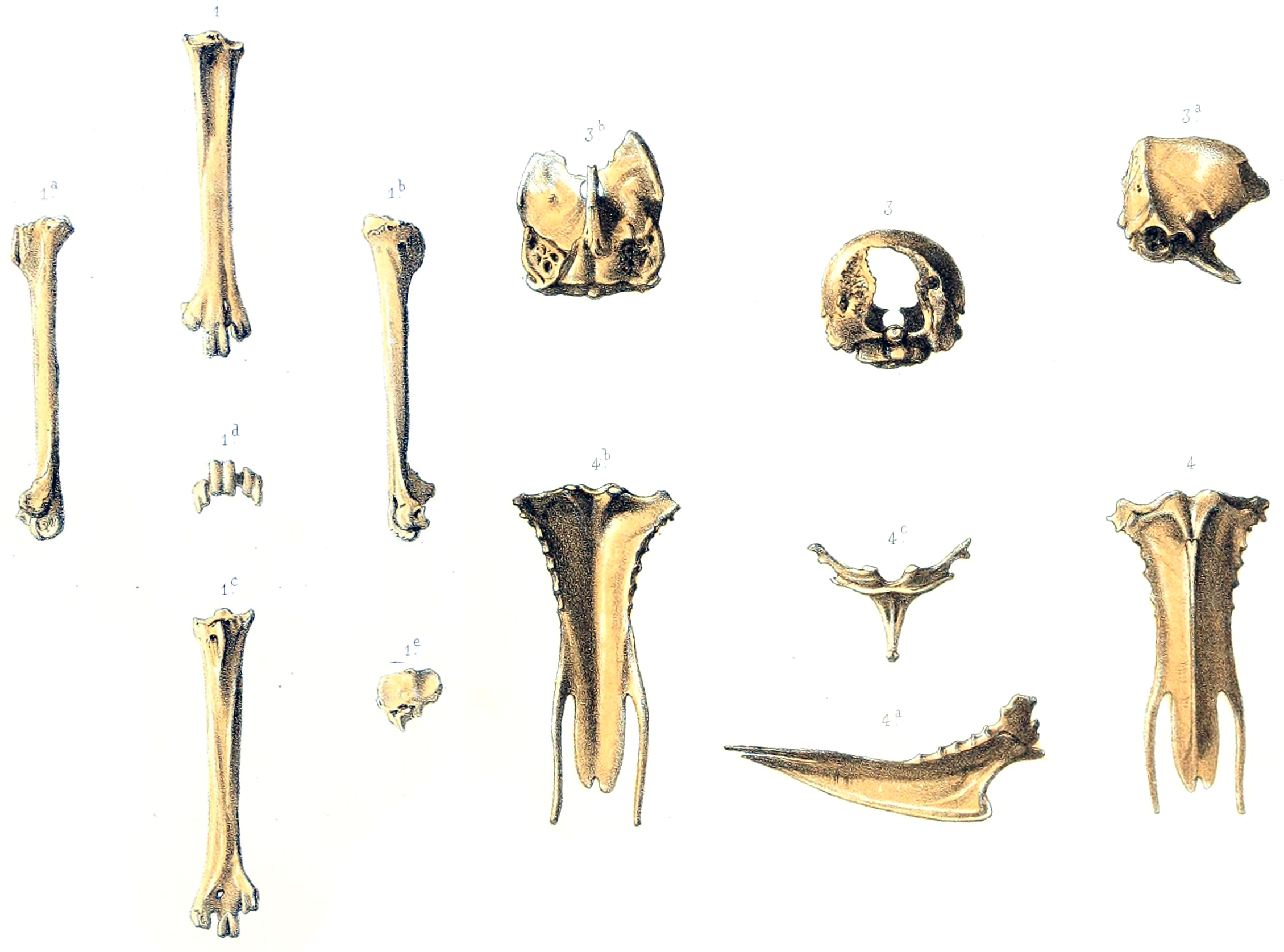
De in 1874 beschreven botten

In het midden van de negentiende eeuw werden in grotten van de Plaine Corail botten van een uitgestorven ral gevonden. In 1874 werden die door Alphonse Milne-Edwards benoemd als de soort Erythromachus leguati. De geslachtsnaam betekent "roodbestrijder". De soortaanduiding eert Leguat. Een holotype werd niet aangewezen zodat de bestudeerde botten moeten gelden als een reeks syntypen.
In 1879 werden meer botten beschreven, waaronder schedels, gevonden door Albert Günther en Edward Newton. In 2005 werd in de Caverne Poule Rouge een meer volledig skelet aangetroffen.

## Beschrijving
Leguat geeft een ooggetuigeverslag van de soort. De vogels waren het hele jaar door vet en van een exquise smaak. Het verenkleed was helder grijs zonder veel verschil tussen de seksen, dus met een geringe seksuele dimorfie. De nesten werden goed verborgen en konden niet gelokaliseerd worden. Rond het oog was een rood gekleurde ring van naakte huid. De snavels waren recht en gepunt, zes centimeter lang en eveneens rood. Ze zouden te dik geweest zijn om te kunnen vliegen. De vogels reageerden zeer agressief op alles met een rode kleur. Het was eenvoudig ze te vangen door slechts een rood object in de hand te houden dat ze dan meteen aanvielen.
Tafforet meldt dat zowel bek als poten rood zijn. Het verenkleed toonde grijze en witte vlekken. De vogels zouden de eieren van grote schildpadden hebben gegeten, er soms zo dik van wordend dat ze niet meer konden rennen. Hun vet was geel-rood. Dat ze niet konden vliegen zou veroorzaakt zijn door het ontbreken van veren aan de armen. Ze zouden echter snel hebben kunnen rennen. De roep zou bestaan hebben uit een doorlopend gefluit. Als ze echter achtervolgd werden, zouden ze een hikkend geluid habben geproduceerd.
De later gevonden skeletten wijzen op een dier van vijfendertig centimeter lengte en een halve kilogram zwaar. De snavels komen in twee typen voor: kort en recht en lang en naar beneden gebogen. Dat kan toch een verschil tussen mannetjes en wijfjes weerspiegelen. Daarbij zijn individuen vrij variabel in grootte. De vleugels zijn relatief lang vergeleken met de rode ral maar kort ten opzichte van het lichaam als geheel. De achterpoten zijn krachtig gebouwd, ook in vergelijking met de rode ral. Andere verschillen zijn een kortere bredere schedel en langere lagere neusgaten.

## Fylogenie
De rodriguesral is vermoedelijk nauw verwant aan de eveneens uitgestorven rode ral van Mauritius, aan het geslacht waarvan (Aphanapteryx)  hij soms is toegewezen. De twee soorten kunnen zich relatief kort, enkele miljoenen jaren, van elkaar hebben afgesplitst. Hun verdere verwantschappen zijn onzeker maar kunnen bij de Aziatische rallen hebben gelegen.

## Levenswijze
Omdat schildpadeieren niet het hele jaar te eten waren, zal de rodriguesral in andere seizoenen op zijn vetvoorraad geteerd hebben maar vermoedelijk ook ongewervelden, zoals wormen, hebben opgepikt. Het onderscheid in snavellengte weerspiegelt wellicht een verschil in dieet tussen de seksen. De agressieve reactie op rood kan wijzen op territoriumgedrag waarin soortgenoten verdreven werden.